# Benyovszky József
Benyói és urbanói Benyovszky József (1793. január 13. – Himod, 1857. február 7.) katolikus pap.

## Élete
Benyovszky Mihály és Horváth Judit legkisebb gyermekeként született kisnemesi családba. Fölszenteltetett 1816. június 8.-án, azután káplánkodott 1824–1825-ben Rábaszentmiklóson; 1830-ban döri, majd himodi plébános lett.

## Munkái
Beszéd a potyondi kápolna felszenteltetése alkalmával. Sopron, 1823.